# تشارلز لودج آدمسون
تشارلز لودج آدمسون (18 مايو 1906 في المملكة المتحدة - 18 نوفمبر 1979 في المملكة المتحدة) (بالإنجليزية: Charles Lodge Adamson)‏ هو لاعب كريكت بريطاني وبريطاني (وحمل سابقاً جنسية المملكة المتحدة لبريطانيا العظمى وأيرلندا). لعب مع نادي مقاطعة دورهام للكريكت ‏ والمقاطعات الوطنية للكريكيت الإنجليزي والويلزي ‏.

## وصلات خارجية
- تشارلز لودج آدمسون على موقع إي آس بي آن كريك إنفو (الإنجليزية)